# Herb Wallerstein
Herbert Wallerstein (* 28. November 1925 in Brooklyn, New York City; † 27. September 1985 in Woodland Hills, Los Angeles) war ein US-amerikanischer Filmregisseur und Filmproduzent.
Seine Karriere begann er 1954 als Regieassistent bei der Fernsehserie Vater ist der Beste. In gleicher Funktion war er auch für die Serien Hazel und Katy tätig. Mitte der 1960er Jahre wirkte Wallerstein als Produzent an Bezaubernde Jeannie mit. Zur gleichen Zeit fasste er auch als Regisseur Fuß und inszenierte mehrere Folgen von bekannten Fernsehserien wie Raumschiff Enterprise, Kobra, übernehmen Sie, Rauchende Colts oder Quincy.
Von 1978 bis 1984 war Wallerstein leitender Angestellter in der Spielfilmproduktion von 20th Century Fox. Am 29. September 1985 wurde seine Leiche in einem brennenden Auto in Los Angeles entdeckt. Er war zwei Tage zuvor durch mehrere Schläge auf den Kopf getötet worden. Wallersteins Haushälterin wurde wegen Totschlags angeklagt und schließlich freigesprochen. Nach ihrer Darstellung habe sie in Notwehr gehandelt.